# Капітальні вкладення
Капіта́льні вкла́дення (також CAPEX від англ. CAPital EXpenditure) — частина інвестицій, спрямована на відтворення основних засобів виробничого і не виробничого призначення, на створення нових, реконструкцію і розвиток наявних основних засобів, включаючи об'єкти соціальної сфери. 
Це витрати на придбання довгострокових активів, які функціонують протягом тривалого періоду, з поступовою амортизацією ціни. До капітальних витрат зазвичай відносять початкову вартість будівель і споруд (або крокові витрати на їх встановлення); вартість нових видів машин і механізмів; придбання обладнання та приладів (крім малокоштовних і швидкозношуваних); вартість придбаних нематеріальних активів (патентів, ліцензій, «ноу-хау» і т. д.), що належать до поступового списання і т. д.
Капіталізувати (англ. capitalize) — записувати витрати на придбання активів як статтю відповідних активів, а не як витрати на виробництво продукції; списання на собівартість продукції (на витрати) буде проводитися в тому майбутньому звітному періоді, коли буде одержаний (реалізований) відповідний доход (вигода).
Капітальне майно — товари промислового призначення, які наявні в кінцевому товарі частково. Поділяються на стаціонарні споруди та допоміжне обладнання.